# Palazzo di San Crispino
Il palazzo di San Crispino, detto anche  oratorio dei calzolai o di San Crispino, è situato in Piazza Trento e Trieste, all'angolo tra via Mazzini e via Contrari a Ferrara.

## Storia

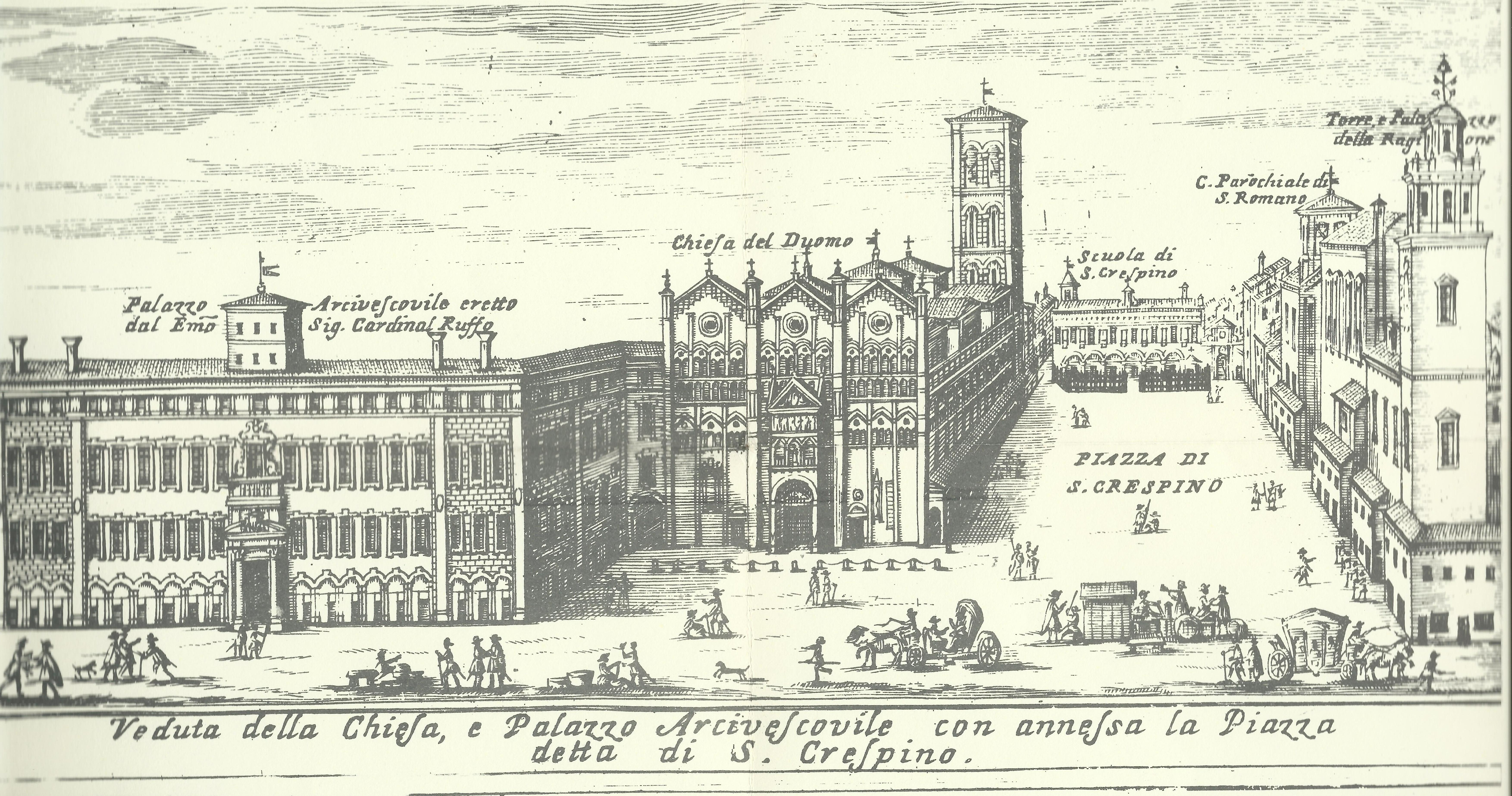
Piazza Trento e Trieste con l'oratorio di San Crispino, da un'incisione di Andrea Bolzoni del 1747.

Tradizione popolare vorrebbe che Carlo Magno in occasione del suo passaggio a Ferrara la dedicasse all'arte dei calzolai nell'808 come ricompensa ad un calzolaio per i servigi che gli aveva offerto. Storicamente il dato certo è che sino al 1561 fu sede di scuole pubbliche di belle lettere, legate allo Studium di Ferrara,  poi distrutta parzialmente da un incendio. In seguito per decisione della corporazione dei calzolai fu ridotta ad oratorio mentre la scuola pubblica a partire dal 1567 venne spostata nella nuova sede di palazzo Paradiso.
L'oratorio venne dedicato ai santi Crispino e Crispiniano e tale nome è rimasto, venendo anzi utilizzato per un certo periodo anche per indicare la piazza sulla quale si trova. Secondo la tradizione Crispino e Crispiniano furono due giovani cristiani inviati da Roma come missionari che, come mestiere, erano calzolai. Durante il periodo delle persecuzione dei cristiani nell'Impero romano vennero spinti a rinnegare la propria fede ma, non accettandolo, l'imperatore Massimiano li condannò a morte. I loro corpi furono poi nascosti e conservati da alcuni fedeli fino al termine delle persecuzioni. Deposti in due sepolcri vicini, i due santi sarebbero poi stati sepolti e sulla loro tomba sorse la basilica a loro dedicata a Soissons. A loro si deve il nome che fu scelto per il palazzo, dedicato quindi ai protettori dei calzolai.

### Periodo del ghetto
Quando a Ferrara venne istituito il ghetto, a partire dal 1627, nei suoi locali gli ebrei vennero tenuti a prendere parte a prediche obbligatorie.

## Restauro

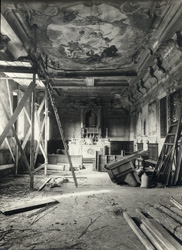
Interno del palazzo San Crispino dopo l'incendio.

Durante il XIX secolo il palazzo venne ristrutturato in modo importante dall'architetto Giovanni Tosi che trasformò il precedente loggiato storico dandogli un aspetto neoclassico che ancora conserva sistemando al suo interno alcune botteghe.
A metá degli anni settanta si iniziò a restaurare l'antico portico ma l'operazione venne sospesa dopo poco tempo per varie difficoltà legate anche alla proprietà, anche se intanto vennero recuperati gli elementi ornamentali pittorici e decorativi settecenteschi, ad opera di Giuseppe Facchinetti e Francesco Pellegrini. Entrambi i pittori attorno al 1750 raffigurarono nella volta del salone la Gloria dei Ss. Crispino e Crispiniano. Malgrado vari passaggi di proprietà vennero mantenuti un soffitto ligneo del XVI secolo nella loggia ed i resti delle botteghe medievali sulla parete di fondo. 
I lavori ripresero in tempi successivi dopo interruzioni legate a questioni legali. Il TAR nel 1985 decise di affidare l'edificio all'ente pubblico ma la sentenza poco dopo fu annullata come illegittima. La proprietà privata inviò un progetto per l'assegnazione degli spazi e a livello ministeriale la risposta arrivò solo nel 1988.

### Descrizione
Nel 1675 il prospetto venne affrescato (ma tali lavori sono stati perduti nel XIX secolo), al di sopra della loggia, da Francesco Ferrari, che vi rappresentò Carlo Magno in trono affiancato dai paladini a cavallo.
L'architetto Tosi, nel suo intervento, volle far impreziosire il prospetto con grandi medaglioni rappresentanti le civiche virtù, in linea con altre decorazioni in ambito cittadino. Con Gaetano Davia scelse quindi alcuni uomini illustri ferraresi da celebrare: al centro fu posto Ludovico Ariosto e ai lati Brizio Petrucci, Alfonso Lombardi, Benvenuto Tisi da Garofalo, Antonio Foschini, Teodoro Bonati e Leopoldo Cicognara.
A partire dalla fine del XX secolo, il palazzo ospita una libreria.